# Johnny Norlander
John A. Norlander est un ancien joueur américain de basket-ball né le 5 mars 1921 à Virginia, dans le Minnesota et mort le 6 mars 2002.

## Biographie
Il joua cinq saisons en BAA puis en NBA, évoluant aux Washington Capitols. Johnny Norlander fut pendant ses trois premières saisons entraîné par Red Auerbach, un entraîneur qui deviendrait légendaire par la suite avec les Celtics de Boston.